# John Shoffner
John P. Shoffner (* 25. července 1955) je americký podnikatel, pilot, automobilový závodník a komerční astronaut, 598. člověk ve vesmíru. Při svém prvním a dosud jediném kosmickém letu v květnu 2023 strávil 8 dní na Mezinárodní vesmírné stanici (ISS) jako člen privátní návštěvní expedice Axiom Mission 2.

## Mládí, záliby a podnikání
Narodil se ve Fairbanksu na Aljašce, ale vyrůstal v jihovýchodním Kentucky v městečku Middlesboro.
Už v dětství se nadchl pro kosmonautiku. V osmi letech, během vrcholícího závodu o dobytí Měsíce, založil v Middlesboro klub mladých astronautů a pozorně sledoval mise Gemini a Apollo. To ho dovedlo i k dalším zájmům, fotografování a radioamatérství – brzy získal radioamatérskou licenci, ve 13 letech si postavil první vysílačku a ve sklepě domu svých rodičů provozoval temnou komoru. Později, v 17 letech, se stal také pilotem a od té doby nasbíral více než 8 500 letových hodin, je veteránem leteckých show a držitelem řady kvalifikací pro letadla i vrtulníky včetně bývalých vojenských proudových letounů. Také se svou manželkou Janine se seznámil díky létání – při seskoku padákem v roce 1999. Společně poté uskutečnili více než 4000 seskoků.
Profesní kariéra ho přivedla do odvětví optických vláken na samém počátku tohoto oboru. V letech 1980-1997 byl prezidentem a výkonným ředitelem společnost Dura-Line, která vyvinula a patentovala několik postupů pro materiály a metody pro ukládání optických kabelů. Rozvoj používání optických kabelů jako náhrady měděných sítí otevřel firmě mnoho nových zámořských trhů v západní, a po pádu Berlínské zdi i východní Evropě, ale také do Asie včetně Indie a Číny. Společnost dodnes patří mezi největší dodavatele elektroinstalačního materiálu. Shoffner se na svou pozici ve firmě ještě krátce vrátil v letech 2005-2008.
V roce 2012 s manželkou založili evropský tým pro vytrvalostní závody v motorsportu J2-Racing a zúčastnili se řady vytrvalostních závodů včetně několika ročníků 24hodinového závodu na německém okruhu Nürburgring.
Shoffner je celoživotní sportovec, mnoho let věnuje cyklistice, jízdě na kajaku, vodnímu lyžování, base jumpingu a závěsnému létání.

## Let do vesmíru
Zaplatil za místo v soukromém kosmickém programu společnosti Axiom Space (podle médií zhruba 55 milionů dolarů) a stal se pilotem druhé mise na Mezinárodní vesmírnou stanici. Jeho zařazení do posádky Axiom Mission 2 bylo oznámeno v květnu 2021.
Mise odstartovala 21. května 2023 ve 21:37 UTC a zamířila k ISS, k níž se připojila 22. května ve 13:12 UTC.
Shoffner se společně se zbytkem posádky (velitelkou Peggy Whitsonovou a saúdskoarabskými letovými specialisty Alím al-Qarním a Rajjánou Barnáwíovou) během letu kromě seznámení se stanicí a pozorování Země věnoval vědeckému a osvětovému programu. Ten tvořilo přes 20 multidisciplinárních experimentů z oblastí věd o životě, výzkumu člověka, fyzikálních věd a technologií, a navíc několik osvětových aktivit v oblasti technologií, inženýrství, umění a matematiky, včetně navazování spojení amatérským rádiem s příjemci na Zemi.
Loď se od ISS odpojila 30. května 2023 v 15:05 UTC a další den v 03:04 UTC přistála do vod Mexického zálivu.